# 明朝藩王列表 (唐王系)
本頁面列出明朝自明太祖分封的唐國藩王。

## 唐國
| 洪武二十四年（1391年）封，永樂六年（1408年）就藩河南南陽府 |          |                    |                      | |
| 稱號                                                       | 國君姓名 | 關係               | 在位年數             | 註記 |
| 唐定王                                                     | 朱桱     | 朱元璋、庶二十三子 | 1391年─1415年        | 洪武十九年九月十八日生，母李贤妃。洪武二十四年四月十三日封。永樂六年八月十二日就藩河南南陽府。永乐十三年八月初六薨，在位二十五年，寿三十。葬南阳紫山。妃吴氏，黔国公吴复之孙女。                                       |
| 唐靖王                                                     | 朱瓊烴   | 朱桱、嫡二子       | 1423年─1426年        | 永樂二十一年襲封。宣德元年薨，在位六年，寿二十一。無子。妃高氏，從死。 |
| 唐憲王                                                     | 朱瓊炟   | 朱桱、嫡四子       | 1428年─1475年        | 宣德三年襲封。成化十一年薨，在位四十八年，寿六十四。 |
| 唐悼簡世子                                                 | 朱芝壐   | 朱瓊炟、嫡一子     |                      | 正統九年封世子。正統年間卒。無子。 |
| 唐莊王                                                     | 朱芝址   | 朱瓊炟、嫡二子     | 1477年─1485年        | 正統九年封舞陽王，後封世子。成化十三年襲封。二十一年薨，在位十一年，寿五十四。 |
| 唐成王                                                     | 朱彌鍗   | 朱芝址、庶一子     | 1487年─1523年        | 成化十五年封潁昌王，二十三年襲封。嘉靖二年薨，在位三十五年，寿六十四。二子俱殤，侄宇溫嗣。 |
| 唐恭王                                                     | 朱彌鉗   | 朱芝址、庶三子     | 追封                 | 成化十五年封。正德十一年薨。嘉靖四年以子嗣唐王，追諡恭王。 |
| 唐敬王                                                     | 朱宇溫   | 朱彌鉗、嫡一子     | 1525年─1560年        | 正德十六年封文城王，嘉靖四年進封。三十九年薨，在位三十六年，寿七十六。隆武帝繼位，上尊諡曰惠皇帝，后曰惠皇后。 |
| 唐順王                                                     | 朱宙栐   | 朱宇溫、庶二子     | 1562年─1564年        | 嘉靖四十一年襲封。四十三年薨，在位三年，寿二十七。隆武帝繼位，上尊諡曰順皇帝，后曰順皇后。 |
| 唐端王                                                     | 朱碩熿   | 朱宙栐、庶一子     | 1569年─1630年        | 隆慶三年封世子。五年襲封。崇禎二年薨。隆武帝繼位，上尊諡曰端皇帝，后曰端皇后。 |
| 唐裕王                                                     | 朱器墭   | 朱碩熿、庶一子     | 追封                 | 萬曆二十二年封世子。後以端王惑於嬖人，被囚遇毒薨。追封王，諡曰裕。隆武帝繼位，上尊諡曰宣皇帝，后曰宣皇后。 |
| 唐王                                                       | 朱聿鍵   | 朱器墭、嫡一子     | 1632年─1636年 1645年 | 初從世子被囚。崇禎二年封世孫。崇禎五年襲封。九年以勤王違制，降為庶人，發鳳陽高牆。十七年五月赦出，封南阳王。次年奔福州，以唐王监国，随即入繼大統，是為明紹宗，年號隆武。清順治三年八月奔汀州。清軍至，被執，絕食而崩。 |
| 唐愍王                                                     | 朱聿鏼   | 朱器墭、嫡二子     | 1636年─1641年        | 崇禎九年襲封。十四年薨。弘光年間諡。 |
| 唐世子                                                     | 朱琳？   | 朱聿鏼、子         |                      | 崇禎中封世子。南陽府陷，免於難，至襄陽府。後無考。 |
| 唐王                                                       | 朱聿𨮁   | 朱器墭、嫡三子     | 1645年─1646年        | 弘光元年閏六月襲。國南寧。隆武二年十一月，廣州繼位，改明年為紹武元年，十二月崩。 |
| 唐王                                                       | 朱聿鍔   | 朱器墭、嫡四子     | 1646年─1659年        | 隆武二年十一月命襲。永曆十三年八月薨。 |
| 備註                                                       |          |                    |                      | |
| 1. 2. 3. 4. 5.                                             |          |                    |                      | |

### 新野國
| 宣德三年（1428年）封。 |          |                |                 |                                                                                            |
| 稱號                   | 國君姓名 | 關係           | 在位年數        | 註記                                                                                       |
| 新野悼懷王             | 朱瓊燀   | 朱桱、庶三子   | 1428年—1436年   | 宣德三年封。正統元年薨。                                                                   |
| 新野恭簡王             | 朱芝城   | 朱瓊燀、嫡二子 | 1444年—1475年   | 正統九年襲封。成化十一年薨。                                                               |
| 新野宣懿王             | 朱彌鎘   | 朱芝城、嫡一子 | 1478年—1497年   | 成化十四年襲封。弘治十年薨。                                                               |
| 新野榮僖王             | 朱宇滬   | 朱彌鎘、嫡一子 | 1499年—1553年   | 弘治十二年襲封。嘉靖三十二年薨。                                                           |
| 新野康靖王             | 朱宙𣑁   | 朱宇滬、嫡一子 | 1556年—1572年   | 嘉靖三十五年襲封。隆慶六年薨。                                                             |
| 新野長子               | 朱碩燁   | 朱宙𣑁、嫡一子 |                 | 未襲，卒。                                                                                 |
| 新野莊憲王             | 朱碩燦   | 朱宙𣑁、庶七子 | 1578年—1604年前 | 萬曆六年襲封，薨。萬曆四十六年，庶一子器垌將繼襲，以碩燦冒兄爵停襲，以例以序封輔國將軍。   |
| 附新野國奉祀宗室       |          |                |                 |                                                                                            |
| 新野奉國將軍           | 朱器𧯼   | 朱碩燁、庶四子 | 1618年—？年     | 萬曆四十六年，器垌以父冒封革襲，器𧯼請嗣郡爵。以濫妾所生，不得襲，例封奉國將軍，奉祀。除。 |
| 以後不詳               |          |                |                 |                                                                                            |
| 參考文獻               |          |                |                 |                                                                                            |
| 1. 2. 3.               |          |                |                 |                                                                                            |

### 舞陽國
| 正統九年（1444年）四月封。 |          |                |               |                                                        |
| 稱號                       | 國君姓名 | 關係           | 在位年數      | 註記                                                   |
| 舞陽王                     | 朱芝址   | 朱瓊炟、嫡二子 | 1444年—1477年 | 正統九年四月封。成化十三年封世子，嗣唐封，郡爵例不襲。 |

### 三城國
| 成化七年（1471年）封。 |          |                |               |                                              |
| 稱號                   | 國君姓名 | 關係           | 在位年數      | 註記                                         |
| 三城康穆王             | 朱芝垝   | 朱瓊炟、庶三子 | 1471年—1511年 | 成化七年封。正德六年薨。無子，除。           |
| 附三城國奉祀宗室       |          |                |               |                                              |
| 三城鎮國將軍           | 朱彌鎣   | 朱芝𤬪、子     | ？年          | 蕩陰昭安王朱芝𤬪子。不知何年承三城王祀。薨。 |
| 以後不詳               |          |                |               |                                              |
| 參考文獻               |          |                |               |                                              |
| 1.                     |          |                |               |                                              |

### 新城國
| 成化七年（1471年）封。 |          |                |               |                                                          |
| 稱號                   | 國君姓名 | 關係           | 在位年數      | 註記                                                     |
| 新城王                 | 朱芝坦   | 朱瓊炟、庶四子 | 1471年—1500年 | 成化九年封。弘治十三年，以罪革爵。正德十年卒。無子，除。 |

### 承休國
| 成化七年（1471年）封。 |          |                |                             |                                                              |
| 稱號                   | 國君姓名 | 關係           | 在位年數                    | 註記                                                         |
| 承休榮和王             | 朱芝埌   | 朱瓊炟、庶五子 | 1471年—1484年 1494年—1520年 | 成化七年封。二十年革爵。弘治七年復。正德十五年薨。           |
| 承休昭毅王             | 朱彌鋠   | 朱芝埌、庶二子 | 1523年—1542年               | 嘉靖二年襲封。二十一年薨。                                   |
| 承休安僖王             | 朱宇淵   | 朱彌鋠、嫡一子 | 1545年—1586年               | 嘉靖二十四年襲封。萬曆十四年薨。                             |
| 承休端惠王             | 朱宙枝   | 朱宇淵、嫡一子 | 追封                        | 嘉靖二十四年封長子。萬曆五年卒。以子碩鰾襲封。追封諡端惠王。 |
| 承休王                 | 朱碩鰾   | 朱宙枝、庶二子 | 1590年—？年                 | 萬曆十八年襲封。                                             |

### 蕩陰國
| 成化九年（1473年）封。 |          |                |               |                                                        |
| 稱號                   | 國君姓名 | 關係           | 在位年數      | 註記                                                   |
| 蕩陰昭安王             | 朱芝𤬪   | 朱瓊炟、庶六子 | 1473年—1521年 | 成化九年封。正德十六年薨。                             |
| 蕩陰端肅王             | 朱彌鍔   | 朱芝𤬪、嫡一子 | 1524年—1556年 | 嘉靖三年襲封。三十五年薨。                             |
| 蕩陰悼懷王             | 朱宇澄   | 朱彌鍔、嫡一子 | 追封          | 嘉靖六年封長子。十九年卒。以子宙棨襲封。追封諡悼懷王。 |
| 蕩陰榮簡王             | 朱宙棨   | 朱宇澄、嫡一子 | 1559年—1591年 | 嘉靖三十八年襲封。萬曆十九年薨。無子，除。             |

### 潁昌國
| 成化十五年（1479年）封。 |          |                |               |                                            |
| 稱號                     | 國君姓名 | 關係           | 在位年數      | 註記                                       |
| 潁昌王                   | 朱彌鍗   | 朱芝址、庶一子 | 1479年—1487年 | 成化十五年封。二十三年嗣唐封，郡爵例不襲。 |

### 淅陽國
| 成化十五年（1479年）封。 |          |                |               |                                      |
| 稱號                     | 國君姓名 | 關係           | 在位年數      | 註記                                 |
| 淅陽溫僖王               | 朱彌鏟   | 朱芝址、庶二子 | 1479年—1511年 | 成化十五年封。正德六年薨。無子，除。 |
| 附淅陽國奉祀宗室         |          |                |               |                                      |
| 淅陽鎮國將軍             | 朱宇泓   | 朱彌鉗、嫡三子 | ？年          | 唐恭王朱彌鉗子。不知何年承淅陽王祀。 |

### 文城國
| 成化十五年（1479年）封。 |          |                |               |                                                  |
| 稱號                     | 國君姓名 | 關係           | 在位年數      | 註記                                             |
| 文城恭靖王               | 朱彌鉗   | 朱芝址、庶三子 | 1479年—1516年 | 成化十五年封。正德十一年薨。                     |
| 文城王                   | 朱宇溫   | 朱彌鉗、嫡一子 | 1521年—1525年 | 正德十六年八月襲封。嘉靖四年嗣唐封，郡爵例不襲。 |

### 郾城國
| 成化二十一年（1485年）封。 |          |                |               |                                                                |
| 稱號                       | 國君姓名 | 關係           | 在位年數      | 註記                                                           |
| 郾城恭端王                 | 朱彌鈱   | 朱芝址、庶四子 | 1485年—1552年 | 成化二十一年封。嘉靖三十一年薨。                               |
| 郾城昭憲王                 | 朱宇清   | 朱彌鈱、嫡一子 | 追封          | 正德十三年封長子。嘉靖三十四年卒。以子宙桃襲封。追封諡昭憲王。 |
| 郾城榮康王                 | 朱宙桃   | 朱宇清、庶一子 | 1556年—1558年 | 嘉靖三十五年襲封。三十七年薨。無子，除。                       |

### 衛輝國
| 成化二十一年（1485年）封。 |          |                |               |                                                          |
| 稱號                       | 國君姓名 | 關係           | 在位年數      | 註記                                                     |
| 衛輝恭懿王                 | 朱彌鋿   | 朱芝址、庶五子 | 1485年—1547年 | 成化二十一年封。嘉靖二十六年薨。                         |
| 衛輝端順王                 | 朱宇漳   | 朱彌鋿、嫡四子 | 1550年—1562年 | 嘉靖二十九年襲封。四十一年薨。                           |
| 衛輝榮昭王                 | 朱宙桐   | 朱宇漳、庶一子 | 追封          | 初封鎮國將軍。嘉靖四十年卒。以子碩煥襲封，追封諡榮昭王。 |
| 衛輝溫僖王                 | 朱碩煥   | 朱宙桐、庶一子 | 1564年—1566年 | 嘉靖四十三年襲封。四十五年薨。無子，除。                 |
| 參考文獻                   |          |                |               |                                                          |
| 1.                         |          |                |               |                                                          |

### 福山國
| 萬曆二十五年（1597年）封。 |          |                |               |                                                  |
| 稱號                       | 國君姓名 | 關係           | 在位年數      | 註記                                             |
| 福山王                     | 朱器塽   | 朱碩熿、庶五子 | 1597年—1636年 | 萬曆二十五年封，崇禎九年七月被侄唐王朱聿鍵杖殺。 |

### 清源國
| 萬曆二十五年（1597年）封。 |          |                |               |                                        |
| 稱號                       | 國君姓名 | 關係           | 在位年數      | 註記                                   |
| 清源王                     | 朱器埏   | 朱碩熿、庶六子 | 1597年—1598年 | 萬曆二十五年封。二十六年薨。無子，除。 |

### 安陽國
| 萬曆二十七年（1599年）封。 |          |                |               |                                  |
| 稱號                       | 國君姓名 | 關係           | 在位年數      | 註記                             |
| 安陽王                     | 朱器埈   | 朱碩熿、庶七子 | 1599年—1646年 | 萬曆二十七年封，隆武二年五月薨。 |

### 寶慶國
| 萬曆三十一年（1603年）封。 |          |                |          |                          |
| 稱號                       | 國君姓名 | 關係           | 在位年數 | 註記                     |
| 寶慶王                     | 朱器增   | 朱碩熿、庶八子 | 1603年   | 萬曆三十一年封，同年薨。 |

### 永興國
| 萬曆二十七年（1599年）封。 |          |                |               |                              |
| 稱號                       | 國君姓名 | 關係           | 在位年數      | 註記                         |
| 永興王                     | 朱器培   | 朱碩熿、庶九子 | 1599年—1610年 | 萬曆二十七年封。三十八年薨。 |
| 永興王                     | 朱聿？   | 朱器培、子     | ？年—1644年   | 不知何年襲封。郡亡不知所終。 |

### 永壽國
| 萬曆三十七年（1609年）封。 |          |                |               |                                  |
| 稱號                       | 國君姓名 | 關係           | 在位年數      | 註記                             |
| 永壽王                     | 朱器圻   | 朱碩熿、庶十子 | 1609年—1645年 | 萬曆三十七年封，弘光元年六月薨。 |

### 德安國
| 萬曆四十二年（1614年）封。 |          |                  |               |                                                      |
| 稱號                       | 國君姓名 | 關係             | 在位年數      | 註記                                                 |
| 德安王                     | 朱器䵺   | 朱碩熿、庶十一子 | 1614年—1645年 | 萬曆四十二年封。隆武元年閏六月晉封鄧王。郡爵例不襲。 |

### 南陽國
| 崇禎十七年（1644年）封。 |          |                |               |                                                      |
| 稱號                     | 國君姓名 | 關係           | 在位年數      | 註記                                                 |
| 南陽王                   | 朱聿鍵   | 朱器墭、嫡一子 | 1644年─1645年 | 崇禎十七年封。弘光元年六月奉為唐王監國。郡爵例不襲。 |